# The Straight Story
The Straight Story är en amerikansk dramafilm från 1999 i regi av David Lynch, baserad på en verklig händelse. I huvudrollen ses Richard Farnsworth.

## Handling
Den 73-årige Alvin Straight får reda på att hans bror har fått en hjärnblödning, och bestämmer sig för att åka och hälsa på honom. Alvin bekymrar sig dock över ett gammalt bråk dem emellan, men samtidigt vet han att det här kan bli hans sista chans att få se sin bror i livet. 
En annan sak som bekymrar Alvin är att han har stora problem med att gå, samt har för dålig syn för att få köra bil. Alvin bestämmer sig för att åka de 50 milen till sin bror – på sin åkgräsklippare.

## Rollista i urval
- Richard Farnsworth – Alvin Straight
- Sissy Spacek – Rose Straight
- Jane Galloway Heitz – Dorothy
- Joseph A. Carpenter – Bud
- Donald Wiegert – Sig
- Ed Grennan – Pete
- Jack Walsh – Apple
- James Cada – Danny Riordan
- Wiley Harker – Verlyn Heller
- Kevin Farley – Harald Olsen
- John P. Farley – Thorvald Olsen
- Anastasia Webb – Crystal
- Barbara E. Robertson – Rådjurskvinnan
- John Lordan – Präst
- Everett McGill – Tom
- Harry Dean Stanton – Lyle Straight

## Om filmen
The Straight Story skiljer sig på många sätt från David Lynchs övriga verk. Till att börja med är filmen producerad av Disney, något som vore helt otänkbart för alla andra Lynch-filmer. Fortsättningsvis innehåller den väldigt få av Lynchs typiska kännetecken, exempelvis sångerskor, färgerna rött och blått, märkliga och intressanta karaktärer och konversationer och så vidare.  Dock finns små fragment av det, exempelvis kan i en scen skymtas en långtradare med en gigantisk majskolv på taket. 
Richard Farnsworth blev oscarsnominerad för sin roll som Alvin Straight. Under inspelningen var han obotligt sjuk i skelettcancer, vilken orsakat den förlamning av benen som visas i filmen. Farnsworth tog faktiskt rollen av beundran för Alvin Straights färd, och han förvånade sina medarbetare med sin uthållighet under produktionen.
Manuset skrevs av Mary Sweeney och John Roach och filmen producerades i Frankrike, Storbritannien och USA. 